# Fabio Mussi

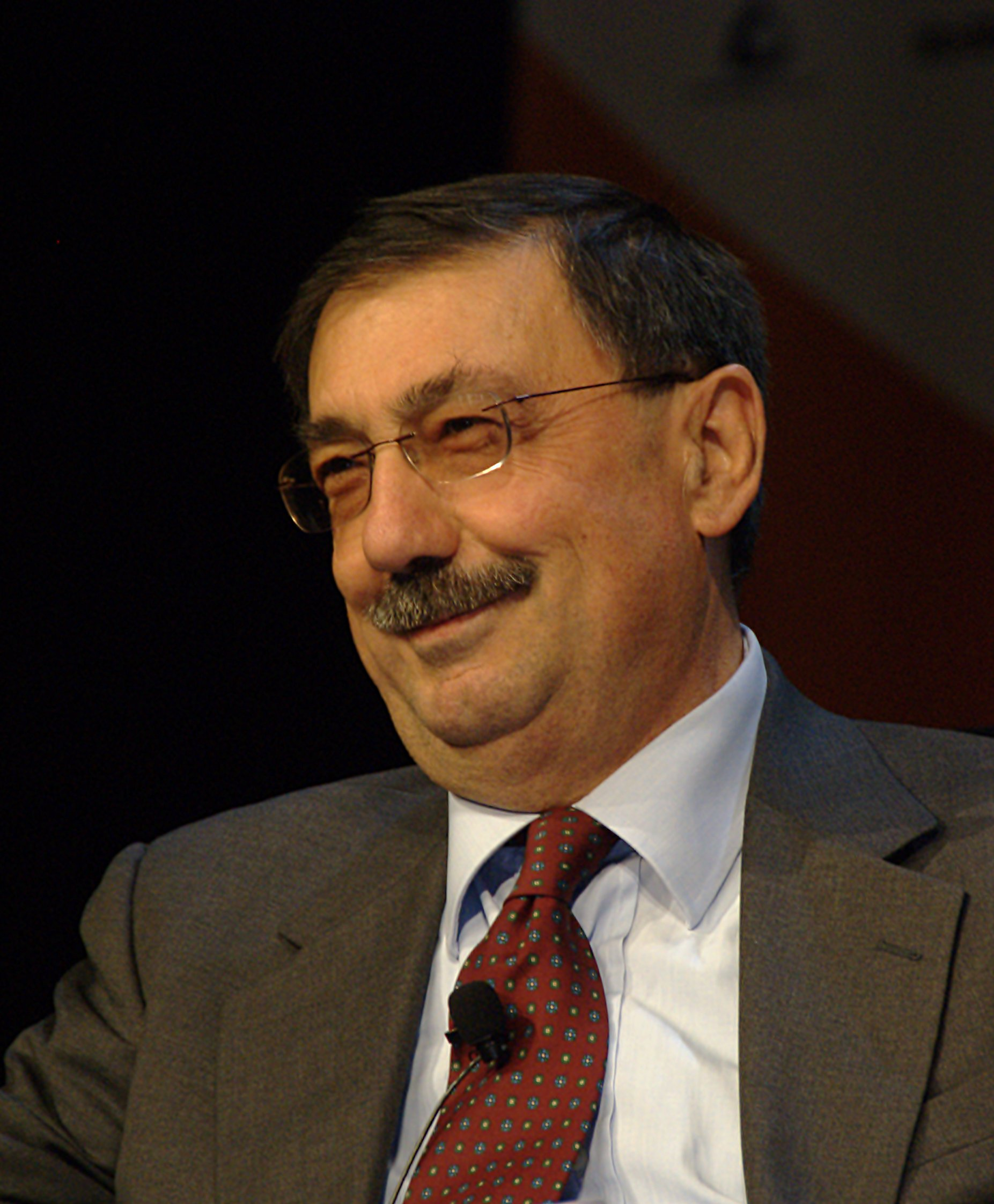
Fabio Mussi (2007)

Fabio Mussi (* 22. Januar 1948 in Piombino, Provinz Livorno) ist ein italienischer Politiker (PCI, (P)DS, SD). Er war von 1992 bis 2008 Mitglied der italienischen Abgeordnetenkammer und von 2001 bis 2006 deren Vizepräsident. Vom 17. Mai 2006 bis zum 8. Mai 2008 war er Hochschul- und Forschungsminister im zweiten Kabinett Prodi. Von 2007 bis 2008 führte er als nationaler Koordinator die Kleinpartei Sinistra Democratica (Demokratische Linke).

## Politische Karriere
Als Sohn einer Arbeiterfamilie trat Mussi 1965 in die Partito Comunista Italiano (PCI) ein, für die er zunächst in der Hochschulpolitik tätig wurde. Von 1967 bis 1970 studierte er Geisteswissenschaften an der Scuola Normale Superiore in Pisa, wo er Massimo D’Alema kennenlernte. 1972 schloss er sein Philosophiestudium an der Universität Pisa mit einer Arbeit über Theodor W. Adorno und die Frankfurter Schule ab.
1979 wurde Mussi in das Zentralkomitee seiner Partei gewählt, während er gleichzeitig seine journalistische Karriere bei der kommunistischen Wochenzeitschrift Rinascita fortsetzen konnte, wo er im selben Jahr die Zuständigkeit für die Kulturseiten sowie für die Presse- und Propaganda-Abteilung erhielt und zum stellvertretenden Chefredakteur aufstieg. Von 1980 bis 1984 war er Regionalsekretär der PCI in Kalabrien und rückte danach in den nationalen Parteivorstand auf. Von 1986 bis 1988 arbeitete er zudem als einer der leitenden Redakteure (condirettori) der Tageszeitung L’Unità. 
Im Zuge des Wandlungsprozesses seiner Partei zur Partito Democratico della Sinistra 1991 und zu den Democratici di Sinistra (DS) 1998 wurde Mussi zu einer bedeutenden Leitfigur des als Correntone (deutsch „große Strömung“) bezeichneten linken Parteiflügels. 1992 wurde er erstmals in seinem toskanischen Wahlbezirk (Pisa–Livorno–Lucca–Massa-Carrara) in die italienische Abgeordnetenkammer gewählt. Von 1994 bis 2006 war er Wahlkreisabgeordneter von Piombino. In der Legislaturperiode von 2001 bis 2006 war Mussi Vizepräsident der Abgeordnetenkammer. Nach dem Wahlsieg seiner Partei im Mitte-links-Bündnis von Romano Prodi wurde er im Mai 2006 zum Forschungsminister in dessen Regierung berufen. Am 29. Mai 2006 wurde er zudem in den Gemeinderat von Rio Marina (Insel Elba) gewählt.
Auf dem IV. Parteikongress der DS (19. – 21. April 2007) kandidierte Mussi gegen Piero Fassino um den Parteivorsitz, unterlag jedoch mit 15 % der abgegebenen Stimmen. Dabei sprach er sich gegen die mehrheitlich beschlossene Absicht seiner Partei aus, mit anderen Kräften des Mitte-links-Lagers L’Unione – insbesondere der christlich-sozial-liberalen Partei La Margherita – zur Partito Democratico (PD) zu fusionieren. Am 5. Mai 2007 trat er deshalb, wie angekündigt, aus der Partei aus und gründete mit Gleichgesinnten die Sinistra Democratica als laizistisch-sozialistische Kraft links von der PD. 
Mussi war nationaler Koordinator der Partei, die durch Übertritte von DS-Abgeordneten 21 Sitze im Abgeordnetenhaus und 12 im Senat hatte. Zu den Parlamentswahlen 2008 trat die SD mit weiteren kleinen linken und grünen Parteien im Bündnis La Sinistra – L’Arcobaleno (Regenbogen-Linke) an. Dieses scheiterte jedoch mit 3,1 % der Stimmen an der parlamentarischen Einzugshürde. Folglich schieden Mussi und seine Partei aus dem Parlament aus. Er gab das Amt des Koordinators an den Europaabgeordneten Claudio Fava ab. Dieser führte die SD 2009/10 in die Fusion zur Sinistra Ecologia Libertà (SEL). In dieser hatte Mussi jedoch keine führende Rolle mehr.